# Epectaptera laudabilis
Epectaptera laudabilis är en fjärilsart som beskrevs av Druce 1896. Epectaptera laudabilis ingår i släktet Epectaptera och familjen björnspinnare. Inga underarter finns listade i Catalogue of Life.